# Christian Wibe
Christian Wibe (nacido en diciembre de 1981) es un compositor, músico y productor de música noruego. Con su banda Animal Alpha,del cual es fundador y compositor principal,ha realizado 2 álbumes y 1 EP. La banda ha visitado festivales importantes por todo el mundo y ha sido aclamado por ser uno de los mejores conciertos en vivo de Noruega. Con su disco de oro debut EP y el álbum "Pheromones", producidos por Sylvia Massy(Johnny Cash, Prince,  Red Hot Chili Peppers, Tool)  estuvieron nominados al "Spellemannsprisen"(el equivalente noruego a los premios Grammy) en tres categorías. Además su banda cristiana también produce, compone y mezcla álbumes para otros artistas de los cuales varios de ellos ha sido nominados y ganadores en el "Grammys noruegos". 
En 2008 Christian compuso su primera grabación para la película Nieve Muerta de Tommy Wirkola. Desde entonces ha compuesto la música de varios largometrajes, serie de televisión y anuncios. 
Viéndose encantando con el proceso de componer para películas y con las posibilidades inacabables de la orquesta,  continúa en el arte de grabar para películas y producir música.